# Хорошки (Лубенська міська громада)
Хоро́шки — село в Україні, в Лубенській громаді Лубенського району Полтавської області, раніше — Лубенського повіту Полтавської губернії. Населення становить 825 осіб. Колишній орган місцевого самоврядування — Хорошківська сільська рада.

## Географія
Село Хорошки знаходиться на лівому березі річки Сула, вище за течією примикає село Ломаки, нижче за течією на відстані 0,5 км розташоване село Снітине, на протилежному березі — село Шеки. Річка в цьому місці звивиста, утворює лимани, стариці та заболочені озера.

## Історія
Під час проведеного радянською владою Голодомору 1932—1933 років померло щонайменше 327 жителів села.
12 червня 2020 року, відповідно до розпорядження Кабінету Міністрів України № 721-р «Про визначення адміністративних центрів та затвердження територій територіальних громад Полтавської області», село увійшло до складу Лубенської міської громади.
19 липня 2020 року, в результаті адміністративно - територіальної реформи та ліквідації Лубенського району(1923-2020), село увійшло до складу новоутвореного Лубенського району.

## Населення
Згідно з переписом УРСР 1989 року чисельність наявного населення села становила 883 особи, з яких 375 чоловіків та 508 жінок.
За переписом населення України 2001 року в селі мешкало 817 осіб.

### Мова
Розподіл населення за рідною мовою за даними перепису 2001 року:
| Мова       | Відсоток |
| ---------- | -------- |
| українська | 98,06 %  |
| російська  | 1,70 %   |
| білоруська | 0,12 %   |
| молдовська | 0,12 %   |

## Економіка
- «Максимка», ТОВ.

## Об'єкти соціальної сфери
- Дитячий садочок.
- Школа.
- Будинок культури.

## Цікаві факти
- З усіх переказів старожилів відомо, що перша школа в селі Хорошки була церковно-приходська. Вона була відкрита у 1875 році у звичайнісінькій селянській хаті.
- На території села є залишки садиби князя Щербатова 1848 року. У радянські часи тут розміщувалась школа.
- 1957 році встановлено меморіальний комплекс на братській могилі радянських воїнів, що загинули під час Другої світової війни.
- 1966 рік — тут відбувалися зйомки деяких епізодів музичної комедії «Весілля в Малинівці»
- Сьогодні на території села знаходиться нова двоповерхова школа, сільська рада, будинок культури, дитячий садок, церква, магазини.

## Фільм«Весілля в Малинівці»
Із травня по жовтень 1966 року невелике село в Полтавській області перетворилося із Хорошків на Малинівку. Діти тікали з уроків і брали участь у масовках, дорослі ледве не зірвали збір урожаю в колгоспі, днюючи й ночуючи на знімальному майданчику. А деякі жителі села навіть знайшли свою другу половинку серед кіношників.
Неблагополучна садиба стала місцем весілля Гриціана Тавричеського. Старожили села Хорошки Лубенського району дотепер не можуть точно сказати, чому знімальна група «Ленфільму» вирішила саме в них знімати стрічку «Весілля в Малинівці». Але чітко пам'ятають, як фотограф кіностудії в травні приїхав із секретарем райкому партії на оглядини, зробив кілька знімків пейзажів і стародавньої садиби поміщика Щербатова. І вже через пару тижнів населення Хорошків збільшилося в кілька разів: приїхала знімальна група.
Жителів села знімали тільки в масовці: діти із прутиками на задньому плані бігали, дорослі із граблями ходили. За знімальний день платили три рублі. Але з майданчика селян прогнати було важко: як тільки вони чули голоси улюблених акторів, кидали роботу в колгоспі та бігли до школи.
– Жителі Хорошків забезпечували акторів продуктами: одна жінка для кадру хліб спекла, інша — кілька літрів молока дала. Бували випадки, коли люди настільки вникали в знімальний процес, що навіть давали поради режисерові. Наприклад, у кадрі, де Попандопало п'є із глечика молоко, пішов надій не з однієї корови. Як тільки актор перекидав глечик, усе молоко виливалося на нього. І тоді хтось із селян порадив прив'язати до горлечка глечика мотузку, й одразу молоко побігло тоненькою цівкою, як треба, — розповідають працівники школи.
З багатьма акторами селяни здружилися, разом коротали вечори, а танцювальний колектив «Жок» вечорами вчив місцеву молодь «запалювати» на дискотеках.
– Приходжу додому, а в нас гості — актор Пуговкін зі своєю дружиною Олександрою. Чоловік мене кличе й виправдовується, мовляв, не міг відмовити таким людям. Михайло був великим жартівником: коли побачив наш сад, ліг під парканом, і сказав, що з місця не зрушить, доки його не пустять у двір, — розповідає пенсіонерка.
Багато акторів приїжджали на зйомки фільму зі своїми половинками. І селяни здогадувалися чому. Одного разу видний циган Микола Сліченко так розгулявся, що довелося його дружині їхати зі столиці в Хорошки рятувати родину.
– Але були й романтичні історії. Місцевий хлопець — Володя Шевченко — після закінчення школи ніяк не міг влаштуватися у житті та знайти роботу. Не дивно, що від нудьги щодня приходив спостерігати за акторами. Там його й запримітила дівчина-водій головного режисера. Володимир закохався по вуха, а після зйомок поїхав за коханою до Ленінграда. Влаштувався на «Ленфільм» працювати й одружився. Із дружиною виховали двох діток, — розповідає бібліотекар школи Галина Олексіївна.
Дуже багато чого змінилося в селі Хорошки за 45 років. Пейзажі вже не ті. А садиба Щербатова стоїть напівзруйнована. Як тільки учнів переселили в нову школу, селяни почали розбирати знаменитий будинок. Але це їм не вдалося, стіни виявилися такими міцними, що навіть молотом цеглу вибити було дуже важко.